# Kuřička hadcová
Kuřička hadcová, též kuřička Smejkalova (Minuartia smejkalii) je rostlina z čeledi hvozdíkovité, která je endemitem jihovýchodní části Českého masivu. Kromě České republiky tedy jinde neroste, z hlediska ohrožení je proto řazen do kategorie C1, kriticky ohrožený druh.
Kuřička hadcová je drobná rostlinka, kvetoucí od května do června. Mimo období květu ji lze velmi snadno přehlédnout, či ji na první pohled zaměnit za trs trávy nebo mechu.
Trsy kuřičky jsou tvořeny drobnými lodyžkami dlouhými 5–15 cm s úzkými lístky připomínajících jehličí, ale měkkými. Kuřička kvete drobnými bílými kvítky, které jsou opylovány vosičkami. Hlavní doba květu je převážně v červnu až v červenci. Během horkého a suchého léta pak rostliny na skalkách usychají. Pokud je ale příznivý podzim, rostliny opět obrazí a vykvetou. Kuřička se rozmnožuje převážně pomocí semen či vegetativně rozpadem trsů na více menších.

## Synonyma
- Minuartia verna auct. p.p.
- Minuartia verna subsp. collina auct.

## Ekologické nároky
Jedná se o obligátní serpentinofyt, výskytem je vázána na podklad tvořený horninou hadcem (serpentinitem). Preferuje skalní plošiny, štěrbiny hadcových skalek či rozvolněné trávníky ve světlých borech, tj. osluněná stanoviště až polostín bez přílišné konkurence od ostatních rostlin. Jakmile dojde k nárůstu množství okolních rostlin či k většímu zastínění lokality, kuřičce hadcové se přestane dařit a poměrně rychle vyhyne.

## Výskyt
Kuřička hadcová přišla do České republiky v době ledové, kdy se šířily horské druhy z Alp do nižších poloh a severské druhy do jižních poloh. Po skončení doby ledové zde kuřička zůstala a díky izolaci od svých příbuzných a specifickým stanovištním podmínkám, se vyvinula v nový druh. Kuřička hadcová je českým endemitem, v současné době se vyskytuje pouze na dvou lokalitách na světě, obou zahrnutých do soustavy NATURA 2000. První lokalitou je Evropsky významná lokalita Želivka (v části území chráněném jako Národní přírodní památka Hadce u Želivky), druhou lokalitou je Evropsky významná lokalita Hadce u Hrnčíř. V minulosti se ještě kuřička vyskytovala na lokalitě přírodní památka Borecká skalka, kde však již vyhynula.

## Projekt Život pro kuřičku
Vzhledem k tomu, že se počet jedinců kuřičky hadcové v posledních letech značné snížil, zahájil Botanický ústav AVČR v Průhonicích ve spolupráci s Českým svazem ochránců přírody Vlašim a Ministerstvem životního prostředí projekt na záchranu kuřičky hadcové – „LIFE for Minuartia – Život pro kuřičku“ (LIFE15NAT/CZ/000818) je realizován s finančním příspěvkem Evropské unie, programem Life a s finančním příspěvkem Ministerstva životního prostředí ČR. Projekt běží od 27. července 2016 do 31. prosince 2020. 